# Roccalbegna
Roccalbegna is een gemeente in de Italiaanse provincie Grosseto (regio Toscane) en telt 1235 inwoners (31-12-2004). De oppervlakte bedraagt 125,4 km², de bevolkingsdichtheid is 10 inwoners per km².
De volgende frazioni maken deel uit van de gemeente: Cana, Santa Caterina, Triana, Vallerona.

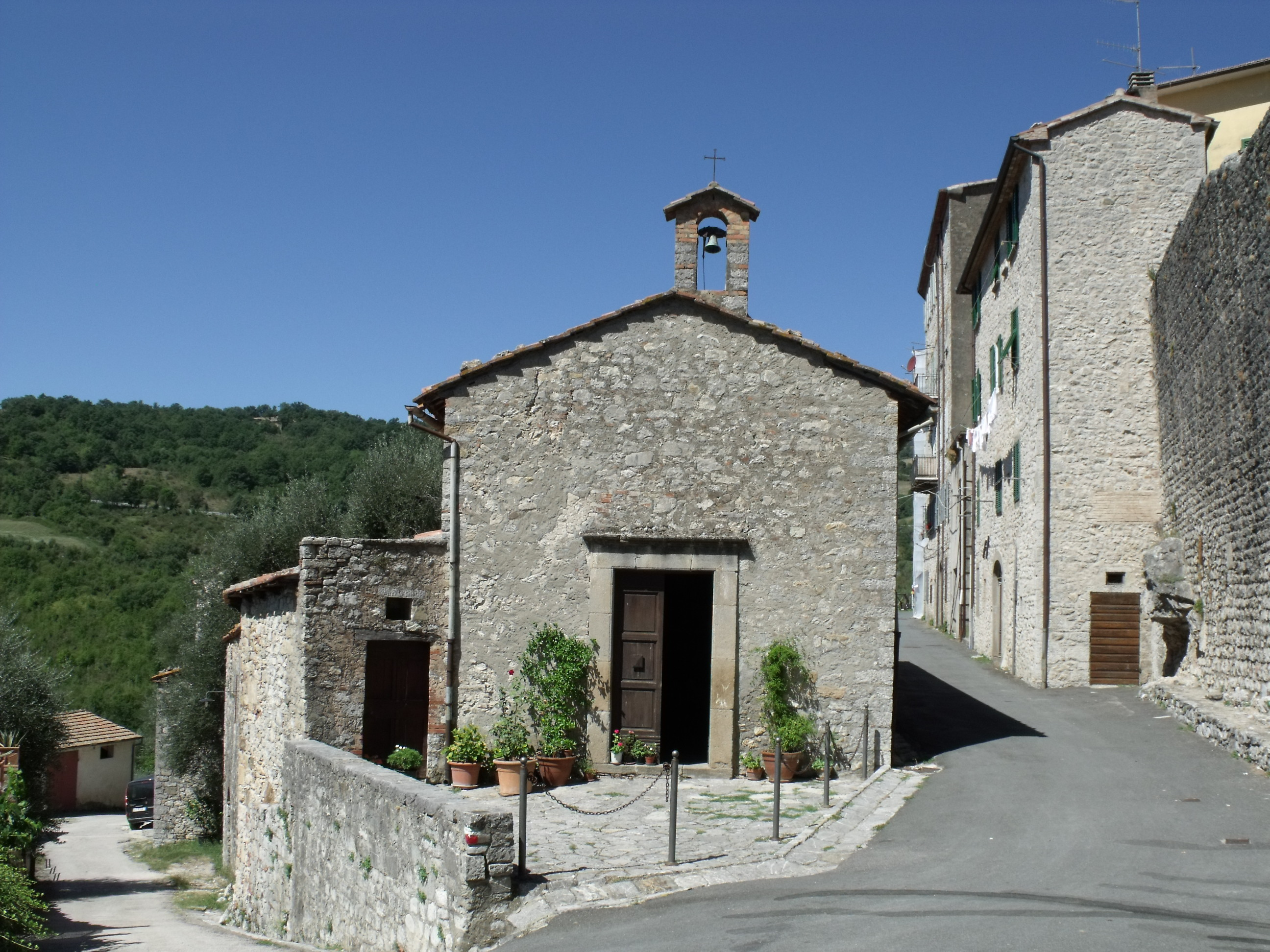
Kerk van Madonna del Soccorso, Roccalbegna
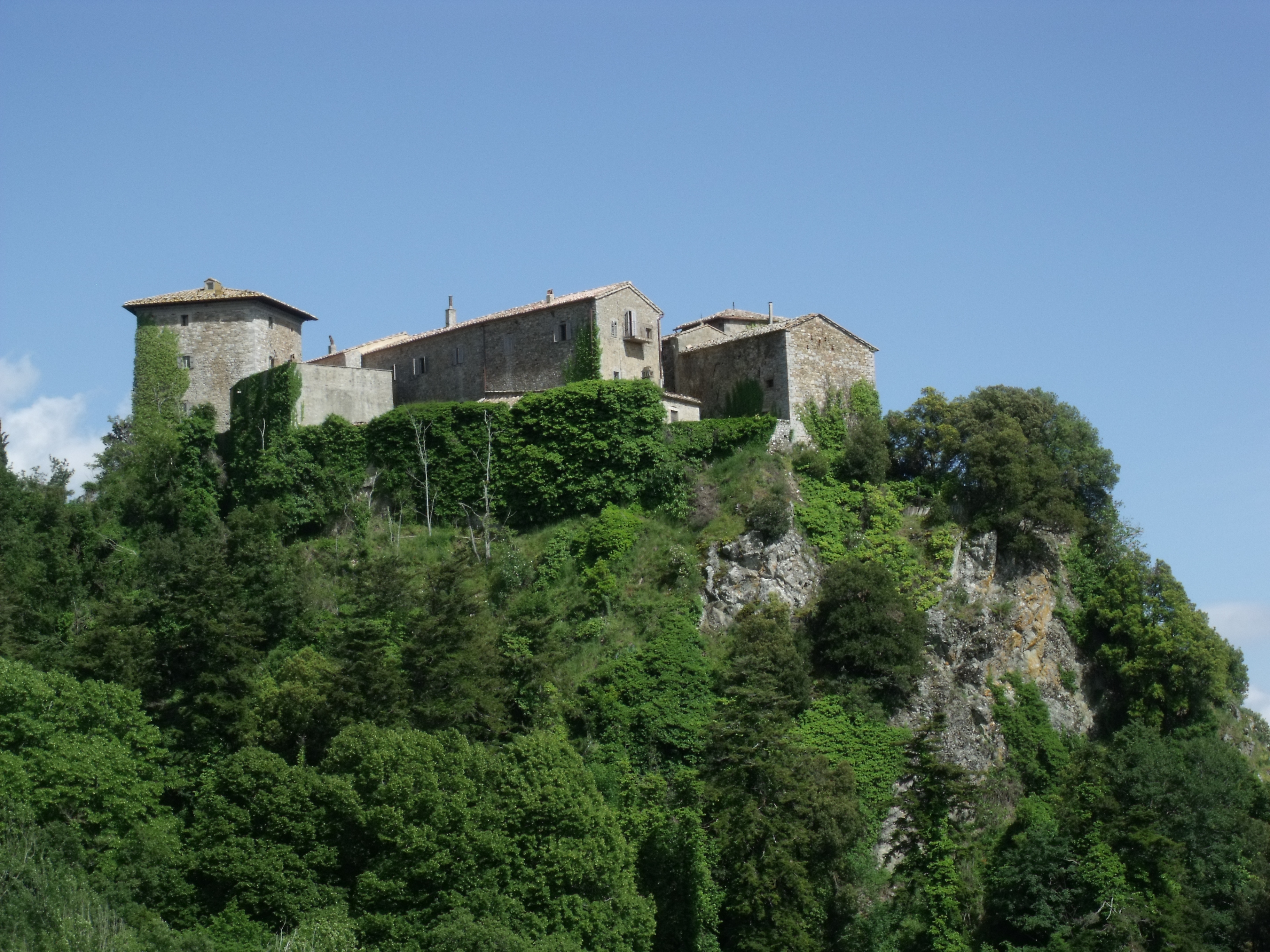
Castello di Triana, Roccalbegna
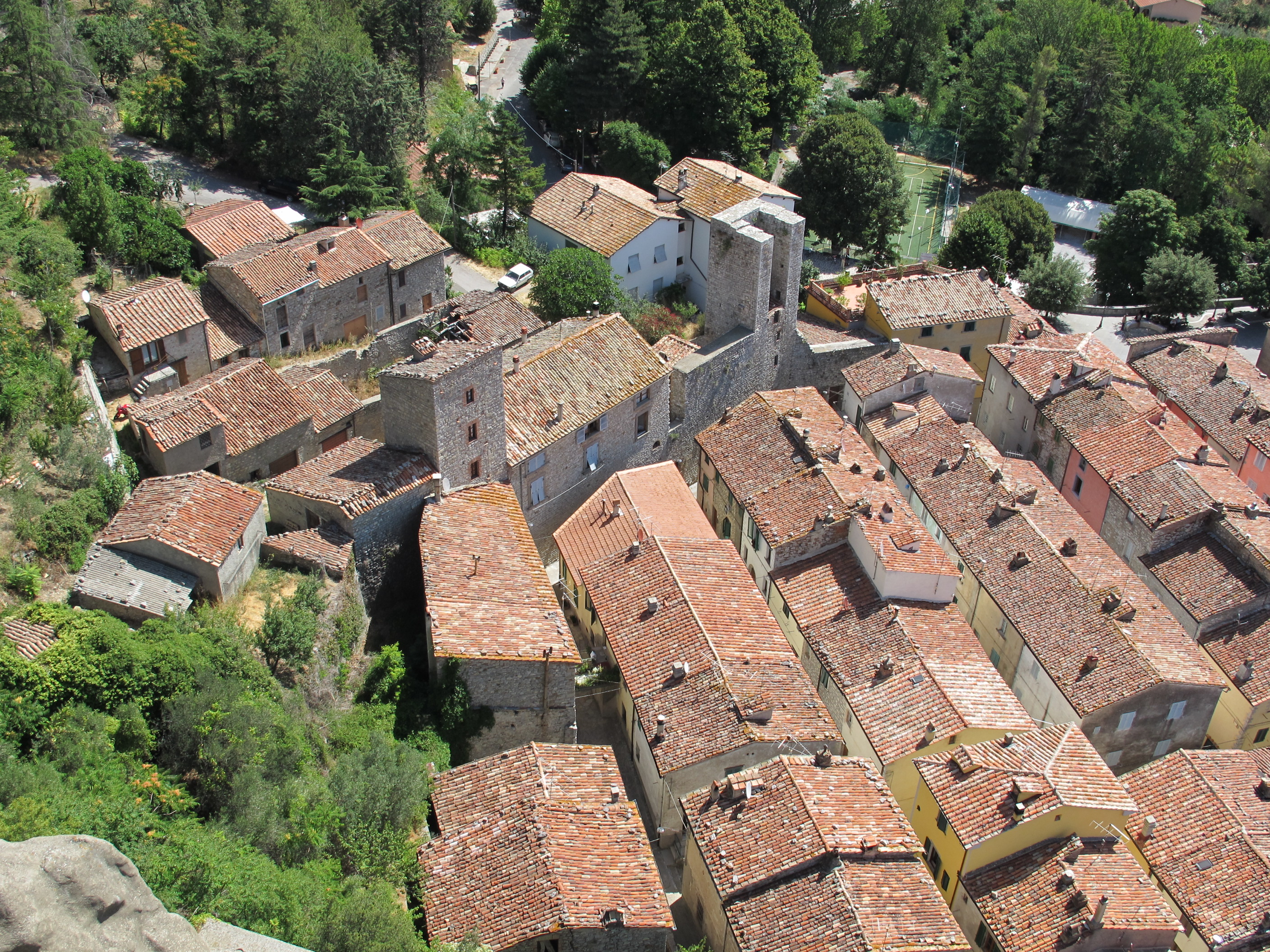
Roccabegna
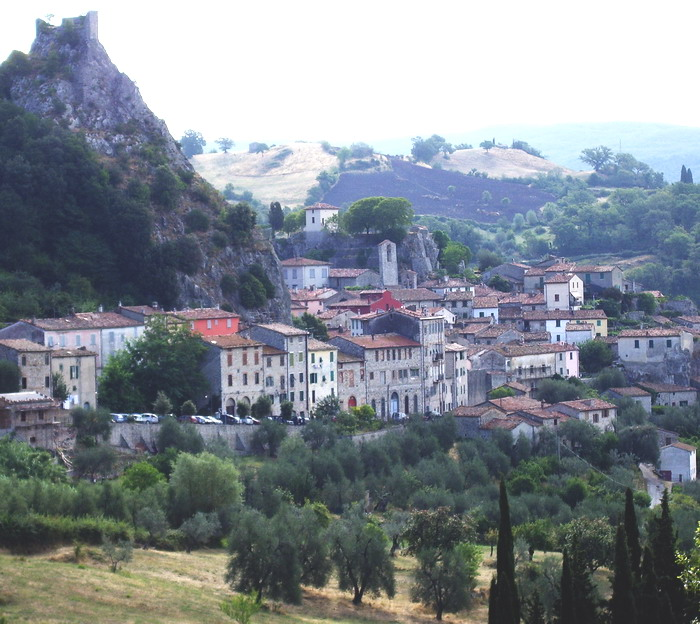
Roccabegna

## Demografie
Roccalbegna telt ongeveer 591 huishoudens. Het aantal inwoners daalde in de periode 1991-2001 met 14,9% volgens cijfers uit de tienjaarlijkse volkstellingen van ISTAT.
| Jaar | Inwoneraantal |
| ---- | ------------- |
| 1991 | 1458          |
| 2001 | 1241          |

## Geografie
De gemeente ligt op ongeveer 522 meter boven zeeniveau.
Roccalbegna grenst aan de volgende gemeenten: Arcidosso, Campagnatico, Manciano, Santa Fiora, Scansano, Semproniano.